# أفيق (مدينة توراتية)
أفيق، هي موقع أو مدينة ذُكرت في الكتاب المقدس العبري كموقع لعدد من المعارك بين بني إسرائيلي والآراميين أو الفلستيين:
- وأشهرها، المعركة التي هُزم فيها حاكم دمشق بن حداد من قبل بني إسرائيل ووجد فيها الملك الدمشقي وجنوده مكانًا آمنًا للتراجع قبل وفاته، وتنبأ النبي اليسع بأن تكون نهاية الآراميين هناك: «سَهْمُ خَلاَصٍ لِلرَّبِّ وَسَهْمُ خَلاَصٍ مِنْ أَرَامَ، فَإِنَّكَ تَضْرِبُ أَرَامَ فِي أَفِيقَ إِلَى الْفَنَاءِ».[1]
- كما نزل في أفيق الفلستيون، ونزل بنو إسرائيل في حجر المعونة، قبل معركة أفيق التي قتل فيها حُفْنِي وَفِينَحَاسُ ابنا الكاهن الأعظم عالي .[2]